# Мілєнко Прохаска
Мілєнко Прохаска (хорв. Miljenko Prohaska; 17 вересня 1925 — 29 травня 2014) — хорватський композитор, музичний аранжувальник та диригент оркестру.
Відомий передусім як засновник низки відомих хорватських оркестрових колективів, а також своєю довгорічною службою у Танцювальному оркестрі Радіо Загреба (сучасний Біг-бенд Хорватського радіотелебачення).

## Біографія
Народився у Загребі. У дитячій музичній школі вивчав гру на скрипці, потім на контрабасі, а надалі навчався у Zagreb Music Academy, яку закінчив 1956 р. за фахом викладача музики. З середини 1950-х і до кінця 1980-х був гравцем на контрабасі Загребського філармонічного оркестра, Симфонічного оркестра Радіо Загреба, Оркестра Югославського радіо, Загребського джазового квартета, а також кількох інших музичних колективів. Також був директором Загребського фестиваля популярної музики (Zagrebfest) з 1967 по 1969 р.
1988 року отримав Премію Владимира Назора за значні досягнення у музиці.
У 1989 р. припинив кар'єру виконувача та обійняв посаду диригента Танцювального оркестра Радіо Загреба. З 1996 по 1998 р. був диригентом біг-бенда Хорватської армії. Диригував оркестрами на п'яти Eurovision Song Contests (двічі в Лондоні, двічі в Дубліні та один раз в Мадриді), а також часто гастролював у різних країнах світу.

## Твори
Як композитор відомий передусім в жанрі джазу, але писав твори також для симфонічних оркестрів, а також створював аранжировки для популярних хорватських співаків, таких, як Йосіпа Лісац, Габі Новак та Арсен Дедич. Прем'єри кількох його творів виконувалися в Карнегі-холі в Нью-Йорку та в Парижі, а також такими відомими колективами, як Modern Jazz Quartet, Cincinnati Symphony Orchestra та Паризький філармонічний оркестр. Також писав музичне супроводження для фільмів, телепередач та театральних спектаклей.
Також писав військову музику, серед якої найвідомішим з його творів є марш у джазовому стилі «Адріатичний міст» (хорв. Jadranski most, італ. Il ponte Adriatico).